# (6759) 1980 KD
(6759) 1980 KD là một vành đai tiểu hành tinh. Nó được phát hiện bởi Henri Debehogne ở Đài thiên văn La Silla ở Chile, ngày 21 tháng 5 năm 1980.